# Элмсли, Питер
Питер Элмсли (1773, Камден — 8 марта 1825, Сент-Олбан-Холл, Оксфорд) — британский филолог, историк и священник.

## Биография
Питер Элмсли получил образование в Вестминстере и Церкви Христа в Оксфорде и, унаследовав состояние от своего дяди-тёзки, книготорговца, посвятил себя изучению биографий античных писателей и их рукописей. В 1794 году он получил степень бакалавра, в 1797 году — магистра, а в 1798 году был рукоположён в сан священника и возглавил часовню в Эссексе, занимая этот пост до своей смерти. После получения образования несколько лет прожил в Эдинбурге, с 1807 по 1816 год жил в Кенте.
Он был избран членом Королевского общества в 1814 году. Много путешествовал по Франции и Италии и провёл зиму 1818—1819 годов, изучая рукописи в Лаврентианской библиотеке во Флоренции. В 1819 году он совместно с сэром Хэмфри Дэви занимался расшифровкой папирусов, найденных при раскопках Геркуланума, но результаты их работы оказались незначительными. В 1823 году он был назначен директором Сент-Олбан-Холла, Оксфорд, и Камденским профессором древней истории там же.
Подготовленные им издания древних классиков — Фукидида (Эдинбург, 1804), Аристофана — «Ахарнянки» (Оксфорд, 1809 и Лейпциг, 1830), Софокла — «Царь Эдип» (Оксфорд, 1811 и Лейпциг, 1821) и «Эдип в Колоне» (Оксфорд, 1823 и Лейпциг, 1824) — имели для своего времени большое значение. В своё время считался одним из крупнейших английских учёных, имевших духовный сан, и активно занимался обменом знаниями с другими учёными. В 1839 году в Church of England Quarteley Review появилась анонимная статья, в которой Элмсли, тогда уже покойный, обвинялся в плагиате.